# Bălușești (gmina Dagâța)
Bălușești – wieś w Rumunii, w okręgu Jassy, w gminie Dagâța. W 2011 roku liczyła 221 mieszkańców.